# باغ ناصري
باغ ناصري هي قرية في مقاطعة ساوجبلاغ، إيران. في تعداد عام 2006، لوحظ وجودها، ولكن لم يتم الإبلاغ عن سكانها.